# Oryza
Oryza es un género de 7 a 20 especies de Poaceae en la tribu Oryzeae, dentro de la subfamilia Bambusoideae.  Es nativa de regiones tropical y subtropicales de Asia y de África. Son pastos altos de humedales, entre 1 y 2 m de altura; con especies anuales y perennes. 
Oryza se encuentra dentro de la tribu Oryzeae, caracterizándose  morfológicamente por sus espiguillas con flores solitarias, y glumas mayormente completamente ausentes. En Oryza, hay dos lemmas estériles simulando glumas. La tribu Oryzeae dentro de la subfamilia Bambusoideae, grupo de tribus de gramíneas Poaceae con ciertas características de anatomía interna foliar en común; donde lo más distintivo del carácter foliar de esta subfamilia son sus células en rama y las fusoides. Las Bambusoideae en la familia Poaceae, tienen sistemas radiculares fibrosos, de tallos cilíndricos, con láminas envainadas en paralelo, e inflorescencias con espiguillas.
Mientras la lista de USDA solo pone 7 especies, otros han identificado más de 17: sativa, barthii, glaberrima, meridionalis, nivara, rufipogon, punctata, latifolia, alta, grandiglumis, eichingeri, officinalis, rhisomatis, minuta, australiensis, granulata, meyeriana,  brachyantha. Una especie, el arroz (O. sativa), provee el 20 % de grano de cereales del mundo, siendo el cultivo de cosecha de mayor importancia mundial. Las especies mencionadas arriba se dividen en dos subgrupos dentro del género.
Algunas especies
- Oryza barthii
- Oryza glaberrima
- Oryza latifolia - arrocillo[3]
- Oryza longistaminata
- Oryza punctata
- Oryza rufipogon
- Oryza sativa